# سندروم لوسی دریسکول
سندروم لوسی-دریسکول (به انگلیسی: Lucey–Driscoll syndrome) یک بیماری متابولیکی اتوزومی مغلوب است که بر آنزیم‌های دخیل در متابولیسم بیلی‌روبین اثر می‌گذارد. گفته می‌شود این بیماری به دلیل وجود مهارکننده‌هایی در شیر مادر برای گلوکورونیل ترانسفراز رخ می‌دهد.

## علت
این بیماری معمولاً به صورت مادرزادی دیده می‌شود؛ اما به دلیل وجود استروئیدهای مادر در شیری که به نوزاد می‌دهد، هم ایجاد می‌شود.

## ژنتیک
وجود مشکل در ژن UGT1A1 (که این ژن به سندرم کریگلر نجار و سندرم ژیلبرت هم مربوط است)، علت فرم مادرزادی سندروم لوسی-دریسکول است.